# Abisara notha
Abisara notha är en fjärilsart som beskrevs av Bennett 1950. Abisara notha ingår i släktet Abisara och familjen Riodinidae. Inga underarter finns listade i Catalogue of Life.